# Whitcombe-floden
Whitcombe-floden er en flod i West Coast-regionen på New Zealands sydø. Den flyder nordpå for at nå Hokitika-floden 30 kilometer syd for Hokitika.